# Anisognathus igniventris
Tangará-de-barriga-escarlate ou saíra-andina-de-barriga-vermelha (Anisognathus igniventris) é uma espécie de ave da família Thraupidae.
Pode ser encontrada nos seguintes países: Bolívia, Colômbia, Equador, Peru e Venezuela.
Os seus habitats naturais são: regiões subtropicais ou tropicais húmidas de alta altitude e florestas secundárias altamente degradadas.